# Julia Wierscher
Julia „Jules“ Wierscher (* 10. Mai 1971 in Hannover) ist eine deutsche Eishockeyspielerin. 

## Karriere
Julia Wierscher begann mit dem Eishockeysport erst im Alter von 22 Jahren. Ihr erster Verein war der damalige EC in Hannover, der 1998 den Spielbetrieb einstellte. Für den KEV Hannover spielte sie in der Saison 1998/99 in der Bundesliga und wechselte zur Saison 1999/2000 zum TuS Wiehl, mit dem sie die Endrunde der Bundesliga erreichte und letztlich den dritten Platz belegte.
Ab 2000 spielte sie bis Mitte der Saison 2005/06 für die EC Bergkamener Bären, mit dem sie 2005 die deutsche Meisterschaft und 2006 den DEB-Pokal gewann.
Nachdem sie ihre aktive Eishockeykarriere in der Saison 2005/06 zunächst beendet hatte, spielte sie ab Dezember 2007 wieder aktiv beim Frauenteam der Ratinger Ice Aliens, zunächst auf regionaler Ebene in der Landesliga NRW, später in der 2. Liga Nord. 2013 wechselte sie zu den DEC Düsseldorfer Devils, mit denen sie 2014 in die 2. Liga Nord aufstieg. Weitere Spielerstationen waren der EC Bergisch Land und die Bergisch Raptors Solingen.

### International
Mit der deutschen Nationalmannschaft nahm Wierscher unter anderem an den Olympischen Winterspielen 2002, den Weltmeisterschaften 1999, 2000 und 2001, der Europameisterschaft 1996 sowie dem Air Canada Cup 2003 und 2004 teil.
Wierscher erzielte 2002 den ersten Olympia-Treffer in der Geschichte der deutschen Frauen-Nationalmannschaft. Insgesamt bestritt sie 140 Länderspiele, in denen sie neun Tore und zwölf Assists erzielte.

### Als Trainerin
Julia Wierscher studierte Pädagogik auf Lehramt an der Universität Hannover, brach ihre Ausbildung jedoch nach dem ersten Staatsexamen ab, um an der DSHS Köln Sportwissenschaften zu studieren. Sie beendete dieses Studium zunächst als Diplom-Sportwissenschaftlerin, holte später ihr zweites Staatsexamen nach und arbeitet heute als Lehrerin.
Julia Wierscher war zwischen 2006 und 2009 Co-Trainerin der deutschen Nationalmannschaft. Später arbeitete sie als Nachwuchstrainerin bei der Düsseldorfer EG und betreute die Frauenmannschaft des EHC Dynamite Troisdorf zusammen mit Ruth Messerschmidt als Co-Trainerin. 

## Erfolge und Auszeichnungen
- 2005 Deutscher Meister mit dem EC Bergkamen
- 2006 Deutscher Pokalsieger mit dem EC Bergkamen

## Karrierestatistik
(Legende zur Spielerstatistik: Sp oder GP = absolvierte Spiele; T oder G = erzielte Tore; V oder A = erzielte Assists; Pkt oder Pts = erzielte Scorerpunkte; SM oder PIM = erhaltene Strafminuten; +/− = Plus/Minus-Bilanz; PP = erzielte Überzahltore; SH = erzielte Unterzahltore; GW = erzielte Siegtore; 1 Play-downs/Relegation; Kursiv: Statistik nicht vollständig)